# الضبيات (الضالع)
تُعد الضبيات من القرى التابعة إداريا لمديرية الضالع، محافظة الضالع ويبلغ عدد سكانها 10 آلاف نسمة حسب التعداد السكاني لأهالي المنطقة، حيث تتميز بمدرجات زراعية، وتمتلك حضارة وتاريخ عريق وكانت تسمى بمعاقل العلم والعلماء، حيث تخرج منها الكثير من العلماء عبر العصور، يبلغ ارتفاع جبل الضبيات 1371 مترًا فوق مستوى سطح البحر، تتميز بروعة أجوائها في فصل الصيف